# Digitalrechner
| QS-Informatik | Dieser Artikel wurde wegen inhaltlicher Mängel auf der Qualitätssicherungsseite der Redaktion Informatik eingetragen. Dies geschieht, um die Qualität der Artikel aus dem Themengebiet Informatik auf ein akzeptables Niveau zu bringen. Hilf mit, die inhaltlichen Mängel dieses Artikels zu beseitigen, und beteilige dich an der Diskussion! (+) |

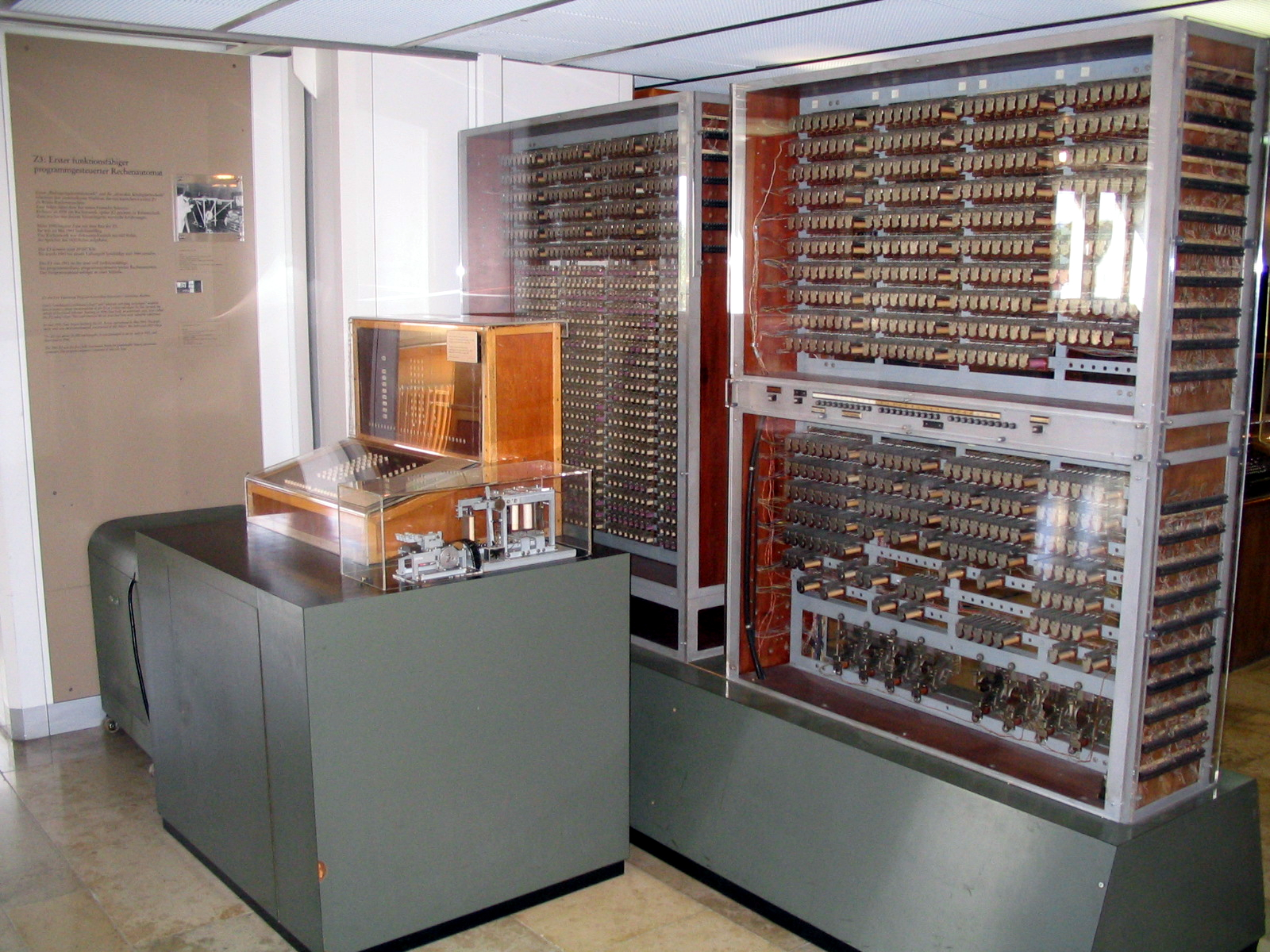
Nachbau der Zuse Z3, einer der ersten funktionsfähigen Digitalrechner

Digitalrechner (engl. digit, Ziffer, aus lat. digitum, Finger) sind Computer, die ihre Berechnungen auf der Basis diskreter Zahlenrepräsentationen (meistens in binärer Form) durchführen. Somit sind alle heutzutage gebräuchlichen Personal Computer Digitalrechner.
Heute arbeiten die meisten Digitalrechner auf elektronischer Basis. Aber auch andere sind möglich, zum Beispiel auf mechanischer, pneumatischer und optischer Grundlage.
Der Begriff wird häufig zur Abgrenzung von Analogrechnern benutzt, die Werte analog (nicht-diskret und nicht algorithmisch) repräsentieren und verarbeiten. Ein Rechenwert wird dabei als Elektrische Spannung oder Strom repräsentiert und die Verrechnung durch geeignete Schaltungen vorgenommen. Daher sind Analogrechner im Allgemeinen nicht speicherprogrammierbar. Allerdings ist diese Sichtweise nicht festgelegt und wird in der heutigen Zeit von einigen Autoren in Zweifel gezogen. Der Kritikpunkt ist, dass eine Definition anhand der verbarbeiteten Signalform einer genaueren Betrachtung nicht standhält und was die Arbeitsweise der Rechner betrifft wenig Sinn ergibt. Es gibt daher alternativ das Paradigma nach welchem Analogrechner mit Analogien und speicherprogrammierbare Digitalrechner mit Algorithmen arbeiten, wie es bei so gut wie allen heutigen Computern der Fall ist.
| Computermodell           | Land        | Inbetriebnahme | Gleitkomma- arithmetik | Binär | Elektronisch | Programmierbar                  | Turingmächtig                  |
| ------------------------ | ----------- | -------------- | ---------------------- | ----- | ------------ | ------------------------------- | ------------------------------ |
| Zuse Z3                  | Deutschland | Mai 1941       | Ja                     | Ja    | Nein         | Ja, mittels Lochstreifen        | über Umwege, nie genutzt       |
| Atanasoff-Berry-Computer | USA         | Sommer 1941    | Nein                   | Ja    | Ja           | Nein                            | Nein                           |
| Colossus                 | UK          | 1943           | Nein                   | Ja    | Ja           | Teilweise, durch Neuverkabelung | Nein                           |
| Mark I                   | USA         | 1944           | Nein                   | Nein  | Nein         | Ja, mittels Lochstreifen        | Ja                             |
| Zuse Z4                  | Deutschland | März 1945      | Ja                     | Ja    | Nein         | Ja, mittels Lochstreifen        | keine bedingte Sprunganweisung |
| Zuse Z4                  | Deutschland | um 1950        | Ja                     | Ja    | Nein         | Ja, mittels Lochstreifen        | Ja                             |
| ENIAC                    | USA         | 1946           | Nein                   | Nein  | Ja           | Teilweise, durch Neuverkabelung | Ja                             |
| ENIAC                    | USA         | 1948           | Nein                   | Nein  | Ja           | Ja, mittels Widerstandsmatrix   | Ja                             |

## Historischer Hintergrund
Das Fingerrechnen gilt als das älteste Rechenverfahren. Mit den Fingern kann man nicht nur zählen, sondern auch rechnen. Mit den Fingern und Händen lassen sich sehr hohe Zahlenwerte darstellen.
Als erster Digitalrechner gilt der Abakus, der in verschiedenen Ausgestaltungen vorkommt: Rechentafel (Rechenbrett), Rechentisch, Zählrahmen (Kugelrechner), Rechentuch. Wie das Fingerrechnen hat sich das Abakusrechnen in gewissen Gegenden bis heute erhalten. Bekannteste Kugelrechner waren der chinesische, der japanische und der russische Abakus. Weitere Digitalrechner sind Relais-, Röhren- und Transistorrechner, ferner die mechanischen Rechenmaschinen wie die Curta.